# Cermeño
Cermeño es un corregimiento del distrito de Capira en la provincia de Panamá Oeste, República de Panamá. La localidad tiene 1.946 habitantes (2010).